# LG G3
LG G3 — це Android-смартфон, розроблений компанією LG Electronics як частина серії LG G. Вперше випущений у Південній Кореї 28 травня 2014 року, він є наступником LG G2 2013 року. Успадкувавши елементи дизайну від G2, такі як тонкі рамки екрану та розташовані ззаду кнопки живлення та гучності, G3 вирізняється перш за все тим, що він є першим смартфоном від великого виробника, який має дисплей 1440p, а також інфрачервона гібридна система автофокусу для своєї камери. Роздільну здатність відео було підвищено до 2160p (4K). LG також рекламувала пластикову «металеву оболонку» пристрою, розроблену, щоб надати пристрою більш якісний зовнішній вигляд і «простіший» інтерфейс користувача з інтегрованою інтелектуальною системою персонального помічника. Батарея може бути швидко замінена користувачем, дозволяючи носити заряджені запасні батареї.
G3 отримав в основному позитивні відгуки, а критики оцінили загальний зовнішній вигляд, продуктивність і програмне забезпечення пристрою. LG засудили за використання штучного металевого пластику замість справжнього металевого матеріалу для зовнішньої обробки.
Дисплей з роздільною здатністю 1440p також вважався передовою технологією, посилаючись на низький рівень яскравості та високе енергоспоживання акумулятора . За перші 11 місяців продажу пристрою було продано 10 мільйонів одиниць G3.

## Історія розробки

### Зовнішній вигляд
Однією з головних цілей G3 було забезпечити більш простий загальний досвід, ніж інші смартфони; Джон-Сок Парк, президент мобільного підрозділу LG, стверджував, що «найрозумніша інновація на ринку смартфонів, що швидко розвивається, — це створення гармонії між передовими технологіями та спрощеним досвідом користувача». Під час розробки G3 дизайнери LG виготовили щонайменше 300 прототипів різних дизайнів із різноманітним розташуванням кнопок, матеріалами та обробкою. Компанія мала на меті відповісти на критику, з якою стикається дизайн G2, чиє «глянцеве» пластикове шасі було розкритиковано за простий зовнішній вигляд і за притягнення плям від пальців. Оздоблення G3 була розроблена таким чином, щоб виглядати і відчувати себе як матовий метал, водночас опираючись на плями та подряпини, і не відчуваючи холоду на дотик. Хоча LG розглядала можливість використання «самовідновлюючого» покриття від G Flex, віце-президент LG з мобільного дизайну Чул Бе Лі заявив, що вони не можуть використовувати його, не зробивши телефон глянцевим.
Задні кнопки G2 були збережені, але з більш круглою формою, яка відокремлена від області камери; новий дизайн призначений для запобігання користувачам від випадкового забруднення об’єктива камери під час використання кнопок.
Тонкі рамки G3 разом із його вигнутою формою мають на меті допомогти покращити зчеплення та зробити пристрій меншим, ніж він є насправді, враховуючи розмір екрану.

### Оптимізація акумулятора
Хоча батарея G3 має ту ж ємність, що й G2, потрібно було спроектувати тонко вигнуту «дугову батарею», щоб вона могла поміститися під вигнуту задню кришку G3.. Щоб забезпечити час автономної роботи, який можна порівняти з іншими флагманськими пристроями «1080p», особливо з огляду на значно вищу роздільну здатність екрана, у програмному забезпеченні G3 реалізовано кілька заходів оптимізації. Вони включають обмеження частоту кадрів, які відображаються, коли на екрані відображається статичний вміст, і зниження тактової частоти процесора, коли на пристрої не запущені програми, які інтенсивно працюють з процесором.
За допомогою цих оптимізацій LG продемонструвала, що G3 може відтворювати відео протягом шести з половиною годин при повній яскравості екрана на одному заряді.

### Лазерний автофокус

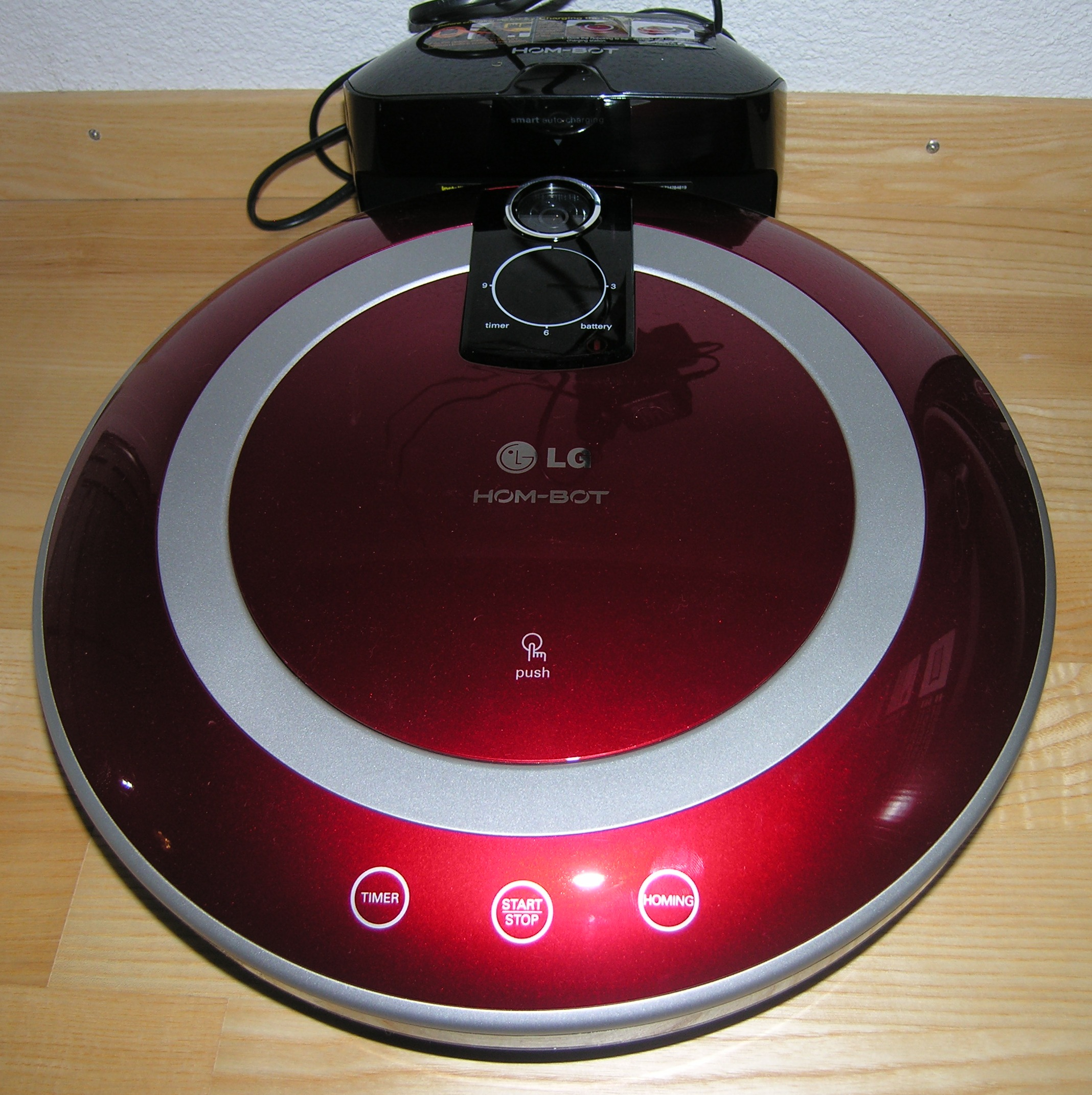
Лазерна система автофокусування використовує компонент, спочатку розроблений для роботизованих пилососів LG.

G3 включає в себе систему «лазерного автофокусу», що є одним з перших смартфонів, які мають таку функцію. На основі технології, яка досліджувалася для лінійки роботизованих пилососів LG Roboking, але в кінцевому підсумку залишилася невикористаною , система використовує конусоподібний інфрачервоний промінь для відображення глибини та положення об’єктів; ці дані можна об’єднати з традиційними механізмами автофокусування та можливостями розпізнавання облич. LG стверджувала, що ця система дала G3 найшвидший час автофокусу серед усіх смартфонів, 276 мілісекунд.
Інші останні телефони, такі як HTC One (M8) і Samsung Galaxy S5, мали час автофокусування в 300 мілісекунд. Введення лазера в набір функцій G3 відбулося на пізніх етапах розробки, і більшість макетів не були розроблені для компенсації його наявності, що вимагало додаткових налаштувань форми телефону.

## Характеристики смартфону

### Зовнішній вигляд
Зовнішній вигляд G3 має стійку до подряпин «металеву обшивку», яка складається з полікарбонату, який виглядає і відчувається як матовий метал; незважаючи на позначення «металевим», екстер’єр G3 не використовує справжній метал. Оздоблення призначене в першу чергу для поліпшення зчеплення з смартфоном і для того, щоб зробити задній корпус менш вразливим до розмивання відбитків пальців. G3 доступний у чорному, білому, золотистому, бордовому та фіолетовому кольорах. Елементи дизайну G2 збережені в G3, такі як кнопки регулювання гучності та живлення на задній панелі. У порівнянні з G2, кнопки отримали більш плоский дизайн з новою, округлою формою.

### Дисплей
G3 оснащений 5,5 дюймів (140 мм), 1440p quad HD IPS LCD-дисплей — перший великий «глобальний» смартфон, який використовує такий дисплей. Як і G2, G3 був розроблений з мінімальними рамками екрану, щоб забезпечити компактну форму.

### Пам'ять і чипсети
G3 оснащений чотириядерною системою Qualcomm Snapdragon 801 з тактовою частотою 2,5 ГГц; варіанти з 16 ГБ внутрішньої пам’яті мають 2 ГБ оперативної пам’яті, а варіанти з 32 ГБ внутрішньої пам’яті мають 3 ГБ оперативної пам’яті. 

### Акумулятор
G3 містить акумулятор ємністю 3000 мА·г. На відміну від попередника LG G2, задня кришка G3 є знімною, що дозволяє замінити акумулятор і розширити сховище до 200 ГБ за допомогою карт microSD.

### Камери
13-мегапіксельна задня камера G3 використовує модель датчика зображення Sony Exmor RS IMX135 , що включає оптичну стабілізацію зображення і двотоновий спалах, а також гібридну систему автофокусу. Система Time-of-flight камери, також відома як «лазерний автофокус», використовує тонкий інфрачервоний лазерний промінь для обчислення відстані між камерою та її об’єктом. У ситуаціях, коли дані інфрачервоного автофокусу ненадійні, камера повертається до контрастного автофокусу. LG рекламувала, що гібридна система дала G3 найшвидший час фокусування на той час серед будь-яких смартфонів, і що інфрачервоний автофокус також буде корисним в умовах слабкого освітлення.
LG G3 є першим мобільним телефоном, який може записувати оптично стабілізоване відео 2160p (4K).

### Бездротова зарядка
G3 на початках підтримує бездротову зарядку Qi, за винятком моделей, що продаються в Кореї та Сполучених Штатах через обмеження, накладені операторами. Бездротова зарядка доступна лише на моделях, що продаються в цих регіонах, якщо встановлено чохол QuickCircle.

### Мережі підключення
Підтримується Wi-Fi 802.11ac, а також супутникова навігація за допомогою супутників GPS і ГЛОНАСС. Існують різні моделі для різних регіонів із відповідними телефонними діапазонами, деякі моделі також мають підтримку FM-радіо.

## Програмне забезпечення
LG G3 постачався з Android 4.4 «KitKat» і власним інтерфейсом користувача LG і програмним пакетом G UI. Користувальницький інтерфейс G3 був перероблений з більш гладким зовнішнім виглядом, ніж у G2, «зрілими» колірними схемами, новими значками та використанням Roboto як шрифту за замовчуванням. Нові функції програмного забезпечення, представлені G3, включають інтелектуальний персональний помічник «Smart Notice», який представляє контекстно-залежні сповіщення та пропозиції за допомогою природної мови, фітнес-трекер LG Health, оновлену «Розумну клавіатуру» з регульованою висотою клавіш і можливістю аналізу. звички користувача вводити текст для персоналізації його поведінки, віддалене блокування та очищення пристрою, а також «Блокування вмісту» — можливість зберігати файли в безпечній приватній зоні або у внутрішній пам’яті, або на SD-картці.
Програмне забезпечення камери G3 також отримало оновлений інтерфейс користувача; за замовчуванням більшість параметрів приховано, а фотографії можна зробити, просто натиснувши на об’єкт у видошукачі. G3 також пропонує інструмент розфокусування фону "Magic Focus" і режим автоспуску, що активується жестами для фронтальної камери.
9 листопада 2014 року LG оголосила, що G3 отримає оновлення до Android 5.0 «Lollipop». Оновлення було вперше випущено в Польщі та Південній Кореї в листопаді 2014 року. Доступність і дати випуску оновлення на інших ринках, таких як Європа та Північна Америка, відрізнялися. Оновлення змінило стиль інтерфейсу, щоб він відповідав мові Material Design та іншим змінам, внесеним Lollipop. Він також додає синхронізацію періодичних показань серцевого ритму із розумними годинниками G Watch R із програмою LG Health.
У грудні 2015 року LG почала випускати оновлення до Android 6.0 «Marshmallow». 
Станом на 2020 рік усі варіанти LG G3 як і раніше підтримуються LineageOS і можна оновити до Android 10 

## Аксесуари

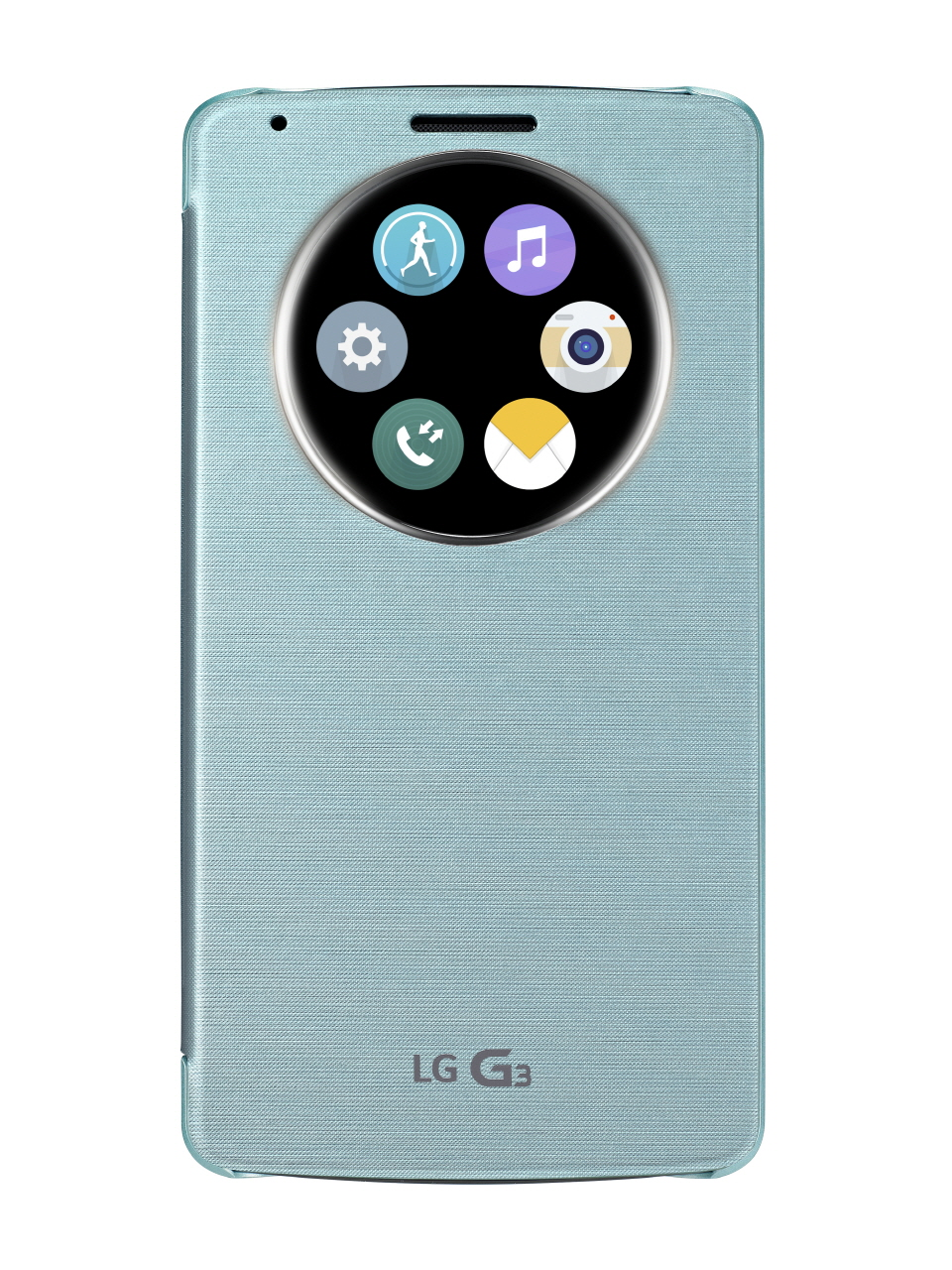
LG G3 Quick Circle Case

До презентації самого G3, LG представила аксесуар QuickCircle Case для пристрою. Наслідник футляра QuickWindow, виготовленого для G2, він складається з відкидної кришки з круглим вікном у верхній частині. Ефект світіння по краю вікна використовується для позначення сповіщень, а ряд програм, включаючи камеру, музичний плеєр і телефон, можна використовувати зі спеціального круглого інтерфейсу, не відкриваючи телефон. Чохол також дозволяє використовувати бездротову зарядку на моделях G3, що продаються в Кореї та Сполучених Штатах.
У лютому 2015 року LG представила гарнітуру віртуальної реальності для телефону, відому як VR для G3. Сумісний з екосистемою Google Cardboard, він поширювався як безкоштовний аксесуар разом із пристроями G3, які продавалися в Південній Кореї після його випуску.

## Критика
G3 була позитивно сприйнята критиками. Пластикову задню кришку G3 похвалили за те, що вона менш сприйнятлива до розмивання відбитків пальців, ніж G2, але LG критикували за використання імітації металу, а не справжнього металу. У порівнянні зі смартфонами, які явно продаються як фаблети, такими як серія Galaxy Note, G3 вважався більш «зручним» і схожим на телефон за своїми розмірами завдяки своїй компактній формі та гладкому зовнішньому вигляду. Також було відзначено апаратне забезпечення високого класу G3, Engadget описав його характеристики як «список бажань для шанувальників Android», але з точки зору зручності, розмір екрану «[безперечно] для деяких людей буде великим». Переглянутий зовнішній вигляд користувальницького інтерфейсу G3 похвалили за більш чистий вигляд, ніж попередні ітерації, хоча The Verge визнала, що більше OEM-виробників Android стандартизували зовнішній вигляд своїх дизайнів інтерфейсу, щоб більше нагадувати дизайн, який використовується в «складовому» дистрибутиві Google. операційної системи Android.
Дисплей G3 похвалили за хорошу передачу кольору, яскравість і кути огляду, при цьому Engadget зазначив, що його зразковий вміст 1440p «[виглядав] гострий і чудово відтворений». Однак критики були неоднозначними щодо того, чи надає дисплей якісь достатні переваги або відмінність у якості порівняно з дисплеєм 1080p для повсякденного використання, також з огляду на те, що контент, оптимізований для роздільної здатності, ще не був доступним. Ars Technica виявила занепокоєння з приводу потенційного впливу дисплея на використання батареї, і стверджувала, що Samsung Galaxy S5 має кращий коефіцієнт контрастності і його легше побачити на вулиці. Mobile Syrup розцінив якість дисплея G3 як нижчу за попередній G2, відзначивши нижчу максимальну яскравість (включаючи програмні алгоритми затемнення екрану G3), зменшені кути огляду та насиченість кольору через жертви, на які LG пішла, щоб зберегти час автономної роботи G3  [Архівовано 10 квітня 2021 у Wayback Machine.]. Anandtech також був неоднозначним, зазначивши, що дисплей G3 виробляв «очевидно перенасичені кольори майже в кожній ситуації», мав слабкіше підсвічування, ніж G2, і використовував систему покращення країв програмного забезпечення, що призвело до помітних візуальних артефактів .Стверджуючи, що дисплей з роздільною здатністю 1440p вплинув на час роботи акумулятора, було відзначено, що в порівнянні з конкурентами, час автономної роботи G3 все ще був «значно вище того, що ми бачили у флагманів 2013 року (Snapdragon 600)».
За перші одинадцять місяців його продажу було продано майже 10 мільйонів одиниць G3.